# Europameisterschaften der Rhythmischen Sportgymnastik 1984
Die IV. Europameisterschaften der Rhythmischen Sportgymnastik fanden zwischen dem 15. und 18. November 1984 in Wien, Österreich statt. Das Wettkampfprogramm hatte sich gegenüber 1982 nicht verändert. Die Athletinnen traten im Einzelmehrkampf an, dazu kamen die vier Gerätefinals. An Stelle des Seils wurde diesmal mit dem Ball geturnt. Hinzu kam der Mannschaftswettbewerb.

## Ergebnisse

### Einzelmehrkampf

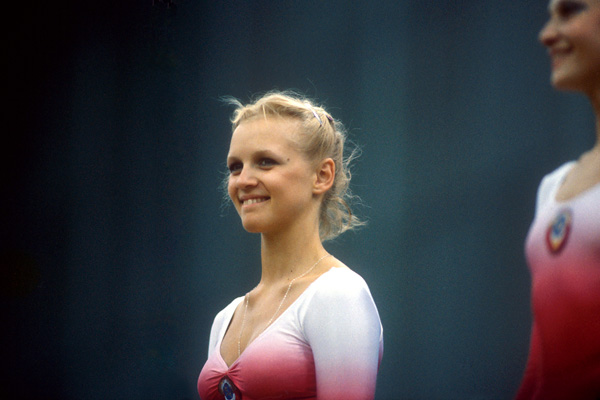
Galina Beloglasowa (URS)
Europameisterin im Mehrkampf und mit dem Band

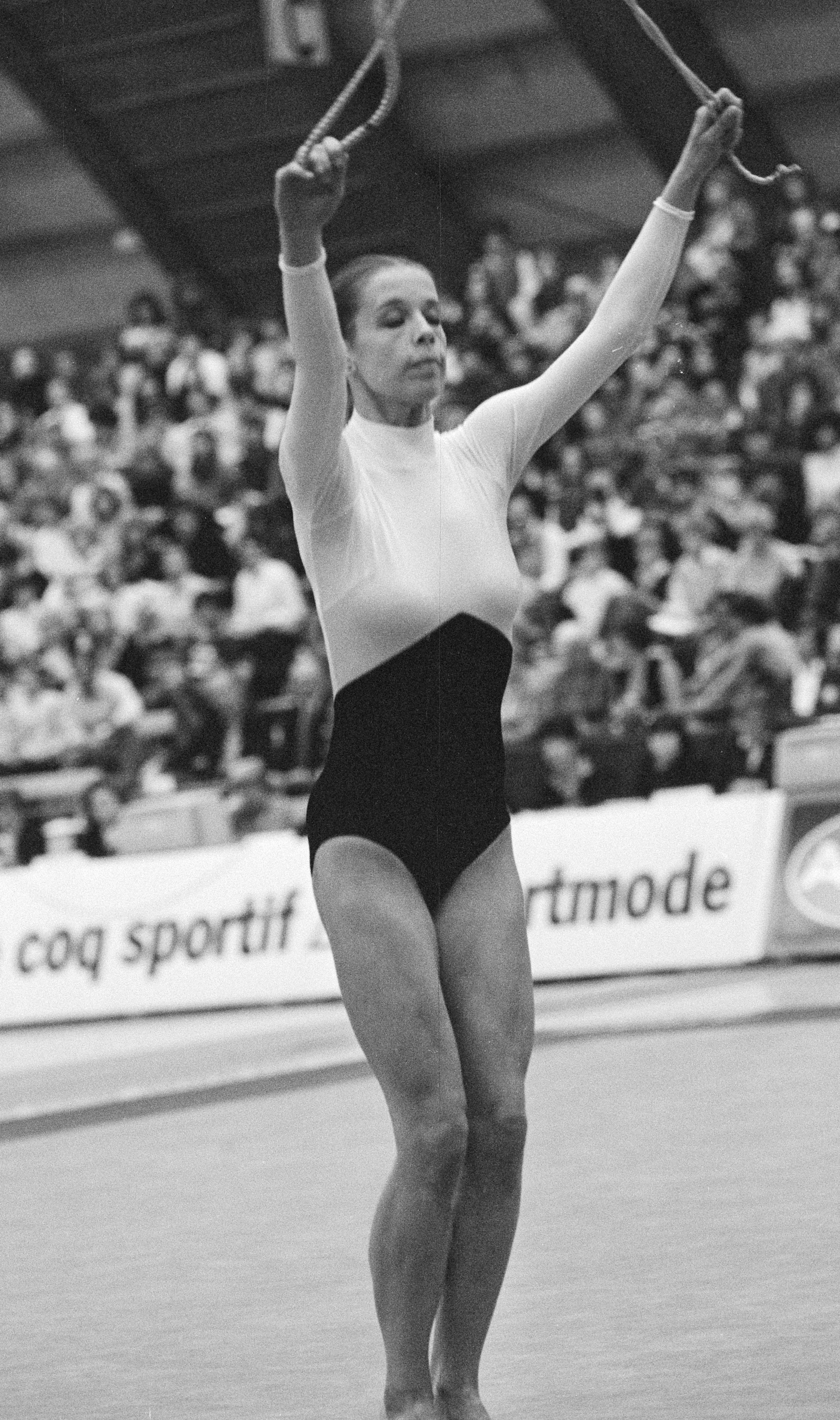
Regina Weber (FRG)

Zur Ermittlung des Gesamtstandes wurden die Punkte aus den Teildisziplinen Reifen, Ball, Keulen und Band zusammenaddiert.

Die besten acht Athletinnen in den Teildisziplinen (hier kursiv hervorgehoben) bestritten die Gerätefinals.
| Platz | Land                            | Athletin              | Reifen | Ball   | Keulen | Band   | Gesamt |
| ----- | ------------------------------- | --------------------- | ------ | ------ | ------ | ------ | ------ |
| 1     | Sowjetunion                     | Galina Beloglasowa    | 9,950  | 9,.950 | 9,950  | 10,000 | 39,850 |
| 1     | Bulgarien                       | Anelia Ralenkowa      | 9,950  | 10,000 | 10,000 | 9,900  | 39,850 |
| 3     | Bulgarien                       | Diliana Gueorguieva   | 9,900  | 9,900  | 10,000 | 10,000 | 39,800 |
| 4     | Bulgarien                       | Lilia Ignatova        | 9,950  | 9,950  | 9,950  | 9,900  | 39,750 |
| 5     | Sowjetunion                     | Dalia Kutkaite        | 9,900  | 9,950  | 9,900  | 9,900  | 39,650 |
| 6     | Sowjetunion                     | Tatjana Drutschinina  | 9,800  | 9,800  | 9,800  | 9,850  | 39,250 |
| 7     | Tschechoslowakei                | Daniela Zahorovska    | 9,700  | 9,750  | 9,800  | 9,750  | 39,000 |
| 8     | Polen                           | Teresa Folga          | 9,700  | 9,700  | 9,700  | 9,700  | 38,800 |
| 9     | Rumänien                        | Doina Stăiculescu     | 9,750  | 9,700  | 9,650  | 9,650  | 38,750 |
| 10    | Ungarn                          | Zsuzsa Turak          | 9,750  | 9,600  | 9,700  | 9,550  | 38,600 |
| 11    | BR Deutschland                  | Regina Weber          | 9,700  | 9,800  | 9,800  | 9,200  | 38,500 |
| 12    | Spanien                         | Marta Bobo            | 9,650  | 9,800  | 9,450  | 9,550  | 38,450 |
| 12    | Spanien                         | Marta Canton          | 9,500  | 9,650  | 9,650  | 9,650  | 38,450 |
| 14    | Ungarn                          | Andrea Sinko          | 9,650  | 9,600  | 9,600  | 9,550  | 38,400 |
| 15    | Rumänien                        | Alina Dragan          | 9,600  | 9,700  | 9,500  | 9,550  | 38,350 |
| 16    | Tschechoslowakei                | Angelika Zulova       | 9,600  | 9,600  | 9,600  | 9,450  | 38,250 |
| 17    | Deutsche Demokratische Republik | Heidi Krause          | 9,450  | 9,350  | 9,800  | 9,550  | 38,150 |
| 18    | BR Deutschland                  | Claudia Scharmann     | 9,500  | 9,550  | 9,500  | 9,500  | 38,050 |
| 19    | Polen                           | Izabela Zuravska      | 9,550  | 9,550  | 9,550  | 9,300  | 37,950 |
| 20    | Polen                           | Beata Janzer          | 9,500  | 9,600  | 9,400  | 9,400  | 37,900 |
| 21    | Jugoslawien                     | Milena Reljin         | 9,350  | 9,600  | 9,450  | 9,450  | 37,850 |
| 22    | Rumänien                        | Petruta Dumitrescu    | 9,500  | 9,600  | 9,600  | 9,050  | 37,750 |
| 23    | Italien                         | Christina Cimino      | 9,300  | 9,600  | 9,500  | 9,300  | 37,700 |
| 24    | Tschechoslowakei                | Jolana Dvorakoba      | 9,650  | 9,500  | 9,050  | 9,450  | 37,650 |
| 24    | Italien                         | Giulia Staccioli      | 9,650  | 9,750  | 9,350  | 8,900  | 36,350 |
| 26    | Frankreich                      | Annette Walle         | 9,350  | 9,350  | 9,400  | 9,350  | 37,450 |
| 27    | BR Deutschland                  | Monika Meschede       | 9,200  | 9,400  | 9,350  | 9,300  | 37,250 |
| 27    | Spanien                         | Lourdes Osuna         | 9,400  | 9,400  | 9,350  | 9,100  | 37,250 |
| 27    | Niederlande                     | Maud van Helvoort     | 9,250  | 9,500  | 9,300  | 9,200  | 37,250 |
| 30    | Frankreich                      | Benedicte Augst       | 9,100  | 9,100  | 9,400  | 9,450  | 37,050 |
| 31    | Portugal                        | Margarida Carmo       | 9,250  | 9,250  | 9,200  | 9,300  | 37,000 |
| 31    | Finnland                        | Eeva-Liisa Naehri     | 9,350  | 9,300  | 9,200  | 9,150  | 37,000 |
| 33    | Schweden                        | Viktoria Bengtsson    | 9,300  | 9,000  | 9,200  | 9,400  | 36,900 |
| 34    | Frankreich                      | Valerie Bonvoisin     | 9,150  | 9,200  | 9,300  | 9,200  | 36,850 |
| 34    | Portugal                        | Christina Lebre       | 9,200  | 9,250  | 9,250  | 9,150  | 36,850 |
| 36    | Norwegen                        | Shirin Zorriassateiny | 9,250  | 9,200  | 9,100  | 9,250  | 36,800 |
| 37    | Italien                         | Annalisa Bianchi      | 9,350  | 9,450  | 9,450  | 8,500  | 36,750 |
| 38    | Österreich                      | Gertrude Ramsauer     | 9,000  | 9,100  | 9,250  | 9,350  | 36,700 |
| 39    | Niederlande                     | Irma Borgsteede       | 9,000  | 9,100  | 9,150  | 9,250  | 36,500 |
| 39    | Norwegen                        | Line Gudal            | 9,150  | 9,150  | 9,200  | 9,000  | 36,500 |
| 39    | Finnland                        | Heli Honko            | 9,300  | 9,200  | 8,850  | 9,150  | 36,500 |
| 42    | Vereinigtes Königreich          | Lorraine Priest       | 9,100  | 9,150  | 9,050  | 9,100  | 36,400 |
| 42    | Norwegen                        | Britt Vassdal         | 9,200  | 9,100  | 8,950  | 9,150  | 36,400 |
| 44    | Schweiz                         | Fränzi Grogg          | 9,100  | 9,150  | 9,150  | 8,900  | 36,300 |
| 44    | Niederlande                     | Esther Hielckert      | 9,000  | 9,200  | 9,100  | 9,000  | 36,300 |
| 46    | Schweiz                         | Caroline Müller       | 8,900  | 8,900  | 9,250  | 9,200  | 36,250 |
| 47    | Österreich                      | Karin Elmer           | 9,150  | 9,400  | 8,950  | 8,650  | 36,500 |
| 48    | Österreich                      | Gudrun Frick          | 9,100  | 9,200  | 9,000  | 8,700  | 36,000 |
| 48    | Finnland                        | Leena Murtamo         | 9,100  | 9,050  | 8,900  | 8,950  | 36,000 |
| 50    | Jugoslawien                     | Lidija Milicevic      | 8,750  | 9,100  | 9,000  | 9,000  | 35,850 |
| 51    | Jugoslawien                     | Svetlana Bjelotomic   | 9,000  | 8,850  | 8,900  | 9,050  | 35,800 |
| 52    | Vereinigtes Königreich          | Jacqueline Leavy      | 8,950  | 9,000  | 8,900  | 8,850  | 35,700 |
| 52    | Dänemark                        | Susanne Ravn          | 8,950  | 8,950  | 8,900  | 8,900  | 35,700 |
| 54    | Schweden                        | Carina Engdahl        | 8,850  | 8,900  | 8,950  | 8,900  | 35,600 |
| 55    | Schweden                        | Eva Dahlstroem        | 9,050  | 9,000  | 8,500  | 8,950  | 35,500 |
| 56    | Vereinigtes Königreich          | Julie Ramsden         | 8,850  | 9,000  | 8,650  | 8,850  | 35,350 |
| 57    | Belgien                         | Dominique Thiebaut    | 8,750  | 8,500  | 9,000  | 8,600  | 34,850 |
| 58    | Griechenland                    | Lidia Argiraki        | 8,500  | 8,600  | 8,800  | 8,800  | 34,700 |
| 59    | Griechenland                    | Maria Alevizou        | 8,550  | 8,950  | 8,500  | 8,550  | 34,550 |
| 60    | Griechenland                    | Danai Nonta           | 8,550  | 7,800  | 8,700  | 8,400  | 33,450 |
| 61    | Türkei                          | Sebnem Özcakir        | 8,000  | 8,000  | 8,250  | 7,650  | 31,900 |
| 62    | Türkei                          | Tuba Akincilar        | 7,800  | 8,050  | 7,950  | 7,950  | 31,750 |

### Gerätefinals
In allen vier Gerätefinals wurden die Teilergebnisse aus dem Einzelmehrkampf als Vornote herangezogen.
| Platz | Land             | Athletin           | Vornote | Punkte | Gesamt |
| ----- | ---------------- | ------------------ | ------- | ------ | ------ |
| 1     | Bulgarien        | Lilia Ignatova     | 9,950   | 10,000 | 19,950 |
| 1     | Bulgarien        | Anelia Ralenkowa   | 9,950   | 10,000 | 19,950 |
| 3     | Sowjetunion      | Galina Beloglasowa | 9,950   | 9,900  | 19,850 |
| 4     | Sowjetunion      | Dalia Kutkaite     | 9,900   | 9,900  | 19,800 |
| 5     | Rumänien         | Doina Stăiculescu  | 9,750   | 9,750  | 19,500 |
| 5     | Tschechoslowakei | Daniela Zahorovska | 9,700   | 9,800  | 19,500 |
| 7     | Polen            | Teresa Folga       | 9,700   | 9,750  | 19,450 |
| 8     | Ungarn           | Zsuzsa Turak       | 9,750   | 9,600  | 19,350 |

Diliana Guerguieva (BUL), die im Mehrkampf eine 9,900 erturnte, und Tatjana Drutschinina (RUS), die eine 9,800 erreichte, verzichteten auf einen Start im Finale. Für sie rückten die Tschechoslowakin Daniela Zahorovska und die Polin Teresa Folga nach, die beide im Mehrkampf 9,700 erzielten.
| Platz | Land             | Athletin           | Vornote | Punkte | Gesamt |
| ----- | ---------------- | ------------------ | ------- | ------ | ------ |
| 1     | Bulgarien        | Anelia Ralenkowa   | 10,000  | 10,000 | 20,000 |
| 2     | Sowjetunion      | Galina Beloglasowa | 9,950   | 10,000 | 19,950 |
| 2     | Bulgarien        | Lilia Ignatova     | 9,950   | 10,000 | 19,950 |
| 2     | Sowjetunion      | Dalia Kutkaite     | 9,950   | 10,000 | 19,950 |
| 5     | BR Deutschland   | Regina Weber       | 9,800   | 9,800  | 19,600 |
| 6     | Spanien          | Marta Bobo         | 9,800   | 9,650  | 19,450 |
| 6     | Italien          | Giulia Staccioli   | 9,750   | 9,700  | 19,450 |
| 6     | Tschechoslowakei | Daniela Zahorovska | 9,750   | 9,700  | 19,450 |

Diliana Guerguieva (BUL), die im Mehrkampf eine 9,900 erturnte, und Tatjana Drutschinina (RUS), die eine 9,800 erreichte, verzichteten auf einen Start im Finale. Für sie rückten die Tschechoslowakin Daniela Zahorovska und die Italienerin Giulia Staccioli nach, die beide im Mehrkampf 9,750 erzielten.
| Platz | Land                            | Athletin           | Vornote | Punkte | Gesamt |
| ----- | ------------------------------- | ------------------ | ------- | ------ | ------ |
| 1     | Bulgarien                       | Diliana Guerguieva | 10,000  | 9,900  | 19,900 |
| 1     | Bulgarien                       | Anelia Ralenkowa   | 10,000  | 9,900  | 19,900 |
| 3     | Sowjetunion                     | Galina Beloglasowa | 9,950   | 9,800  | 19,750 |
| 3     | Sowjetunion                     | Dalia Kutkaite     | 9,900   | 9,850  | 19,750 |
| 5     | Deutsche Demokratische Republik | Heidi Krause       | 9,800   | 9,850  | 19,650 |
| 5     | BR Deutschland                  | Regina Weber       | 9,800   | 9,800  | 19,600 |
| 7     | Polen                           | Teresa Folga       | 9,700   | 9,800  | 19,500 |
| 8     | Tschechoslowakei                | Daniela Zahorovska | 9,800   | 9,600  | 19,400 |

Lilia Ignatova (BUL), die im Mehrkampf eine 9,950 erturnte, und Tatjana Drutschinina (RUS), die eine 9,800 erreichte, verzichteten auf einen Start im Finale. Für sie rückten die DDR-Athletin Heidi Krause (9,800 im Mehrkampf) und die Polin Teresa Folga (9,700 im Mehrkampf) nach.
| Platz | Land             | Athletin           | Vornote | Punkte | Gesamt |
| ----- | ---------------- | ------------------ | ------- | ------ | ------ |
| 1     | Sowjetunion      | Galina Beloglasowa | 10,000  | 10,000 | 20,000 |
| 1     | Bulgarien        | Diliana Guerguieva | 10,000  | 10,000 | 20,000 |
| 3     | Bulgarien        | Anelia Ralenkowa   | 9,900   | 9,950  | 19,850 |
| 4     | Sowjetunion      | Dalia Kutkaite     | 9,900   | 9,700  | 19,600 |
| 5     | Polen            | Teresa Folga       | 9,700   | 9,700  | 19,400 |
| 6     | Rumänien         | Doina Stăiculescu  | 9,650   | 9,700  | 19,350 |
| 7     | Tschechoslowakei | Daniela Zahorovska | 9,750   | 9,450  | 19,200 |
| 8     | Spanien          | Marta Canton       | 9,650   | 9,500  | 19,150 |

Lilia Ignatova (BUL), die im Mehrkampf eine 9,900 erturnte, und Tatjana Drutschinina (RUS), die eine 9,850 erreichte, verzichteten auf einen Start im Finale. Für sie rückten die Rumänin Doina Stăiculescu und die Spanierin Marta Canton nach, die beide im Mehrkampf 9,650 turnten.

### Gruppe
Der Teamwettkampf bestand aus einem Vorkampf und einem Finale. Im Vorkampf wurden zwei Umläufe geturnt, die Punkte zu einem Gesamtresultat aufaddiert. Die acht besten Mannschaften zogen ins Finale ein. Hier wurde wieder ein Umlauf geturnt. Zu den erzielten Punkten wurde dann der Punktedurchschnitt der beiden Vorkampfumläufe hinzuaddiert.

#### Vorkampf
| Platz | Land                   | Umlauf 1 | Umlauf 2 | Gesamt |
| ----- | ---------------------- | -------- | -------- | ------ |
| 1     | Bulgarien              | 19,900   | 19,600   | 39,500 |
| 2     | Sowjetunion            | 19,650   | 19,700   | 39,350 |
| 3     | Tschechoslowakei       | 18,950   | 19,150   | 38,100 |
| 4     | BR Deutschland         | 18,850   | 19,200   | 38,050 |
| 4     | Spanien                | 18,700   | 19,350   | 38,050 |
| 6     | Österreich             | 18,950   | 18,850   | 37,800 |
| 7     | Niederlande            | 18,700   | 18,750   | 37,450 |
| 8     | Frankreich             | 18,500   | 18,850   | 37,350 |
| 9     | Italien                | 18,350   | 18,800   | 37,150 |
| 10    | Ungarn                 | 18,150   | 18,600   | 36,750 |
| 11    | Finnland               | 18,250   | 18,450   | 36,700 |
| 12    | Norwegen               | 17,850   | 18,250   | 36,100 |
| 13    | Schweden               | 17,500   | 17,900   | 35,400 |
| 14    | Vereinigtes Königreich | 17,350   | 17,650   | 35,000 |

#### Finale
| Platz | Land             | Durchschnitt | Finalpunkte | Gesamt |
| ----- | ---------------- | ------------ | ----------- | ------ |
| 1     | Bulgarien        | 19,750       | 19,900      | 39,650 |
| 2     | Sowjetunion      | 19,675       | 19,850      | 39,525 |
| 3     | Spanien          | 19,025       | 19,400      | 38,425 |
| 4     | BR Deutschland   | 19,025       | 19,300      | 38,425 |
| 5     | Österreich       | 18,900       | 19,350      | 38,250 |
| 6     | Tschechoslowakei | 19,050       | 18,950      | 38,000 |
| 7     | Niederlande      | 18,725       | 18,850      | 37,575 |
| 8     | Frankreich       | 18,675       | 18,850      | 37,626 |

## Medaillenspiegel
| Medaillenspiegel |             |      |        |        |        |
| Platz            | Land        | Gold | Silber | Bronze | Gesamt |
| 1                | Bulgarien   | 8    | 1      | 2      | 11     |
| 2                | Sowjetunion | 2    | 2      | 3      | 7      |
| 3                | Spanien     | 0    | 0      | 1      | 1      |